# 神奈川県立磯子高等学校
神奈川県立磯子高等学校（かながわけんりつ いそごこうとうがっこう）は、神奈川県横浜市磯子区にあった公立の高等学校。

## 設置学科
- 普通科
  - 一般コース
  - グローバルコミュニケーションコース

## 概要
神奈川県の高校百校新設計画に基づき、磯子区最初の普通高校として設立された。4年制大学への進学率は35～40%程度であり関東学院大学、神奈川大学等の地元の中堅大学への進学が多い。落ち着いて学習できるように、全学年で朝一番に読書(一回10分×5=50分 総合学習1時間分)を行っていた。
2020年（令和2年）度に、神奈川県立氷取沢高等学校と統合し、神奈川県立横浜氷取沢高等学校が開校した。校舎等は氷取沢高校のものを使用している。

## 沿革
- 1976年（昭和51年）
  - 9月1日 - 神奈川県立横浜南部方面新設校の設立準備開始[3]。
- 1977年（昭和52年）
  - 1月 - 神奈川県立磯子高等学校の設立が告示され、県立港南台高校にて開校準備開始[3]。
  - 3月30日 - 神奈川県立富岡高校（現神奈川県立金沢総合高等学校）の校庭の一角に建てられた仮設校舎[2]に移転。
  - 4月6日 - 第1回入学式が行われ、1期生180名が入学[3]。
- 1979年（昭和54年）
  - 3月 - 校舎東棟、北棟が完成し[3]、本校舎へ移転。
  - 5月 - 体育館が完成[4]。
  - 11月 - 校舎南棟、西棟が完成[4]。
- 1980年（昭和55年）
  - 5月10日 - 落成記念式典挙行[4]。
- 1987年（昭和62年）
  - 11月10日 - 関内ホールにて創立10周年記念式典挙行[5]。創立10周年記念事業として、教室に生徒用ロッカー、中庭に藤棚が設置された[5]。
- 1991年（平成3年）
  - 4月 - 国際ビジネスコースが設置される[6]。
  - 7月15日 -ログハウス移築完成[6]。
  - 9月 -「ログハウス91」の名称決定[7]。
  - 10月15日 - ログハウス披露式が行われる[7]。このログハウスは、1990年に相模湾各地でおこなわれたイベント「サーフ'90」で使われたものが移築された[8]。
- 1992年（平成4年）
  - 3月31日 - プール完成[9]。
- 1997年（平成9年）
  - 11月18日 - 鎌倉芸術館にて創立20周年記念式典挙行[9]。
- 1998年（平成10年）
  - 6月30日 - オーストラリア・ビクトリア州立キャンバーウェル高校と姉妹校提携を結ぶ[6]。
- 2007年（平成19年）
  - 11月2日 - 鎌倉芸術館にて創立30周年記念式典挙行[9]。
- 2008年（平成20年） - 朝読書が始まる[9]。
- 2013年（平成25年） - 国際ビジネスコースに代わり、グローバルコミュニケーションコースが設置される[6]。
  - 9月20日 - オーストラリア・クイーンランド州立レーベンズホー高校と姉妹校提携[6][10]。
- 2014年（平成26年） - スクールカラー「せせらぎブルー」、スクールフラワー「ハナミズキ」となる[8]。
- 2015年（平成27年）
  - 12月14日 - 県立高校改革の一環として再編統合対象校となる[6]。
- 2017年（平成29年）
  - 4月6日 - 最後の入学式が行われ、41期生318名が入学した[11]。
  - 11月24日 - 横須賀芸術劇場にて創立40周年記念式典挙行[4]。
- 2020年（令和2年）
  - 4月 - 神奈川県立氷取沢高等学校と統合。

## 部活動
部活動は陸上競技部と男子バドミントン部が関東大会出場の実績がある。陸上競技部は全国高等学校陸上競技対校選手権（インターハイ）にも出場している。ダンス部は、『春の日本高校ダンス部選手権』東日本大会において、入賞、地元の磯子区の大会では高校生以上の部門で最優秀賞を獲得した。2016年の夏の日本高校ダンス部選手権では、関東･甲信越地区大会スモールクラスで入賞し、全国大会に出場した。2018年5月、日本高校ダンス部選手権春の公式大会東日本大会スモールクラスで準優勝した。文化部では新聞委員会と書道部が全国高等学校総合文化祭に出場。新聞委員会は15年連続出場の常連で、県内でも数々の賞を受賞した。吹奏楽部は近隣の多くのイベントに出演・演奏しており、神奈川県大会にも進出し、銀賞を受賞した。野球部が平成29年度神奈川県秋季大会で創部初のベスト8進出。

### 運動系
- 陸上競技部
- バドミントン部
- 女子バレー部
- バスケットボール部
- 卓球部
- サッカー部
- 野球部
- 柔道部
- 剣道部
- テニス部
- ダンス部
- 空手道部

### 文化系
- 新聞委員会
- 書道部
- 軽音楽部
- 演劇部
- 吹奏楽部

- 美術部

- 漫画研究部
- 茶道部
- エンターティメントメディア部
- 天文部
- 料理部
- 放送同好会
- 生物同好会

## 交通
- JR根岸線 洋光台駅よりバス「上中里町」または「さわの里小学校前」下車
- JR根岸線 磯子駅よりバス「上中里町」または「さわの里小学校前」下車
- 京急本線 上大岡駅よりバス「上中里町」または「さわの里小学校前」下車
- 京急本線 金沢文庫駅よりバス「上中里町」下車

## 著名な出身者
- 針谷大輔（右翼活動家）
- 大友麻衣子（元女子サッカー選手、アルビレックス新潟レディース所属）
- 中山加奈子（プリンセス・プリンセス）
- 浅野忠信（俳優）
- 三輪ひとみ（女優）
- SHELLY（モデル、タレント）
- 松本梨香（声優）
- 大場美奈（SKE48）
- 緑川賢司（実業家）